# Буровков Петро Васильович
Петро Васильович Буровков (нар. 28 лютого 1928, село Кумачове, тепер Старобешівського району Донецької області — ?) — український радянський діяч, 1-й секретар Великоновосілківського районного комітету КПУ Донецької області. Депутат Верховної Ради УРСР 9-го скликання.

## Біографія
Освіта вища. Закінчив Донецький політехнічний інститут.
У 1951—1953 роках — помічник головного механіка, головний механік шахти № 20-20-біс тресту «Шахтарськантрацит» Сталінської області.
У 1953—1962 роках — завідувач майстерень, головний інженер, директор Підволочиської машинно-тракторної станції (МТС) Тернопільської області, заступник голови Тернопільського обласного об'єднання «Сільгосптехніка».
Член КПРС з 1956 року.
У 1962—1969 роках — головний інженер радгоспу «Шахтар», заступник секретаря партійного комітету Великоновосілківського районного виробничого управління, 2-й секретар Великоновосілківського районного комітету КПУ, заступник начальника Великоновосілківського районного управління сільського господарства Донецької області.
У 1969—1971 роках — 2-й секретар Великоновосілківського районного комітету КПУ Донецької області.
У 1971 — після 1976 року — 1-й секретар Великоновосілківського районного комітету КПУ Донецької області.
Потім — на пенсії в селищі Благодатне Великоновосілківського району Донецької області.

## Нагороди
- ордени
- медалі